# Anàlisi Porter de les cinc forces
L'anàlisi Porter de les cinc forces és una eina d'anàlisi de la indústria i el desenvolupament de l'estratègia empresarial elaborat per l'economista i professor Michael Porter de l'Escola de Negocis de Harvard l'any 1979.

## Les cinc forces

### (F1) Poder de negociació dels clients
Si en un sector de l'economia entren noves empreses, la competència augmentarà i provocarà una ajuda al consumidor aconseguint que els preus dels productes de la mateixa classe disminueixin, però també, ocasionarà un augment en els costos, ja que si l'organització desitja mantenir el seu nivell en el mercat haurà de realitzar despeses addicionals.
Aquesta amenaça depèn de:
- Concentració de compradors respecte a la concentració de companyies.
- Grau de dependència dels canals de distribució.
- Possibilitat de negociació, especialment en indústries amb molts costos fixos.
- Volum comprador.
- Costos o facilitats del client de canviar d'empresa.
- Disponibilitat d'informació per al comprador.
- Capacitat d'integrar-se cap enrere.
- Existència de productes substituts.
- Sensibilitat del comprador al preu.
- Avantatges diferencial (exclusivitat) del producte.
- Anàlisi RFM del client (compra recentment, freqüentment, marge d'ingressos que deixa).

### (F2) Poder de negociació dels proveïdors
El poder de negociació es refereix a una amenaça imposada sobre la indústria per part dels proveïdors, a causa del poder que aquests disposen ja sigui pel seu grau de concentració, per l'especificitat de les entrades que proveeixen, per l'impacte d'aquests entrades en el cost de la indústria, etc.
Per exemple: les empreses extractores de petroli operen en un sector molt rendible perquè tenen un alt poder de negociació amb els clients. De la mateixa manera, una empresa farmacèutica amb l'exclusivitat d'un medicament té un poder de negociació molt alt.
La capacitat de negociar amb els proveïdors, es considera generalment alta per exemple en cadenes de supermercats, que poden optar per una gran quantitat de proveïdors, majoritàriament indiferenciats.
Alguns factors associats a la segona força són:
- Tendència dels proveïdors a concentrar-se.
- Grau de dependència amb el proveïdor.
- Els costos de canvi de proveïdor.
- Grau de substitució dels proveïdors.
- Possibilitat d'integrar-se cap endavant per part dels proveïdors (i crear el seu propi canal de distribució).

- Producte de qualitat inferior.
- La qualitat de la depreciació.

### (F3) Amenaça de nous entrants
Mentre que és molt senzill crear un petit negoci, la quantitat de recursos necessaris per organitzar una indústria aeroespacial és altíssima. En aquest mercat, per exemple, operen molt pocs competidors, i és poc probable l'entrada de nous actors. Alguns factors que defineixen aquesta força són les següents :
- Existència de barreres d'entrada.
- Economia d'escala.
- Diferències de producte en propietat.
- Valor de la marca.
- Costos de canvi.
- Requeriments de capital.
- Accés a la distribució.
- Avantatges absolutes del cost.
- Avantatges en la corba d'aprenentatge.
- Represàlies esperades.
- Accés a canals de distribució.
- Millores en la tecnologia.
- Demandes judicials.
- Accés a canals de predistribució.
- Expectatives sobre el mercat.

### (F4) Amenaça de productes substitutius
Com en el cas citat en la primera força, les patents farmacèutiques o tecnologies molt difícils de copiar, permeten fixar els preus en solitari i suposen normalment una molt alta rendibilitat. D'altra banda, mercats en els quals hi ha molts productes iguals o similars, suposen en general baixa rendibilitat. Podem citar, entre d'altres, els següents factors :
- Propensió del comprador a substituir.
- Preus relatius dels productes substituts.
- Cost o facilitat de canvi del comprador.
- Nivell percebut de diferenciació de producte o servei.
- Disponibilitat de substituts propers.
- Suficients proveïdors.

### (F5) Rivalitat entre els competidors
Més que una força, la rivalitat entre els competidors és el resultat de la suma de les quatre anteriors. La rivalitat entre els competidors defineix la rendibilitat d'un sector : com menys competit es trobi un sector, normalment serà més rendible i viceversa.
- Poder dels competidors.
- Poder dels proveïdors.
- Amenaça de nous proveïdors.
- Amenaça de productes substitutius.
- Creixement industrial.
- Sobrecapacitat Industrial.
- Barreres de sortida.
- Diversitat de competidors.

Porter va identificar sis barreres d'entrades que podrien usar-se per crear-li a l'organització un avantatge competitiu:
- Economies d'escala.
- Diferenciació del producte.
- Inversions de capital.
- Desavantatge en costos independentment de l'escala.
- Accés als canals de distribució.
- Política governamental.

## Aplicació
El model de les cinc forces de Porter proposa un marc de reflexió estratègica sistemàtica per determinar la rendibilitat d'un sector en específic, normalment per tal d'avaluar el valor i la projecció futura d'empreses o unitats de negoci que operen en aquest sector.